# Commewijne
Districtul Commewijne este una dintre cele 10 unități administrativ-teritoriale de gradul I ale statului Surinam. Reședința sa este orașul Nieuw Amsterdam.